# Csárdi Antal
Csárdi Antal (Budapest, 1976. november 8. –) magyar kisvállalkozó, kereskedő, politikus, az LMP volt tagja. A 2018-as választáson az Országgyűlés tagjává választották, jelenleg a Belváros, Várnegyed és részben Ferencváros és Józsefváros egyéni országgyűlési képviselője.

## Pályafutása
A Ceglédi Közgazdasági Szakközépiskolában érettségizett 1997-ben, ezt követően könyvelői és programozói végzettséget szerzett.
1998 óta dolgozik családi vállalkozásában, a Fővám téri Központi Vásárcsarnokban van zöldségüzlete. A vállalkozás vezetését 2006-ban édesapjától vette át. 2009 decemberéig a KISOSZ budapesti alelnöke volt.
2009-ben lépett be az LMP-be. A 2010-es magyarországi országgyűlési választáson ferencvárosi választókerületében 14,75%-os eredményt ért el. 2010 és 2014 között önkormányzati képviselő és frakcióvezető volt Budapest IX. kerületében, Ferencvárosban, ahol több bizottságban is dolgozott. Tagja volt az LMP országos elnökségének és a budapesti választmánynak, emellett a párt fővárosi szóvivője.
A 2014-es magyarországi önkormányzati választáson az LMP fővárosi főpolgármester-jelöltje és listavezetője volt. Listavezetőként mandátumot szerzett a Fővárosi Közgyűlésben, ahol a költségvetési bizottság tagja lett.
A 2018-as magyarországi országgyűlési választáson az LMP képviselőjelöltje a Budapest 1. OEVK-ben és az országos lista 18. helyén. Választókerületét 48,73%-os szavazati aránnyal nyerte meg a KDNP-s Hollik István előtt, aki a szavazatok 41,81%-át szerezte meg. Ezzel Csárdi az LMP történetének első egyéni képviselője lett.
A 2021-es magyarországi ellenzéki előválasztáson ugyancsak Budapesti 1. sz. országgyűlési egyéni választókerületében indult és győzött a DK és a Jobbik támogatásával.
2024. szeptember 16-án kilépett az LMP-ből.

## Családja
Kereskedőcsaládból származik, édesapja id. Csárdi Antal zöldség- és gyümölcskereskedőként dolgozott. Anyai ági szépapja Budapest első polgármestere, a várost 1873 és 1896 között irányító Kamermayer Károly. Nős, két gyermek édesapja, Budapesten él.